# Rebutia ithyacantha

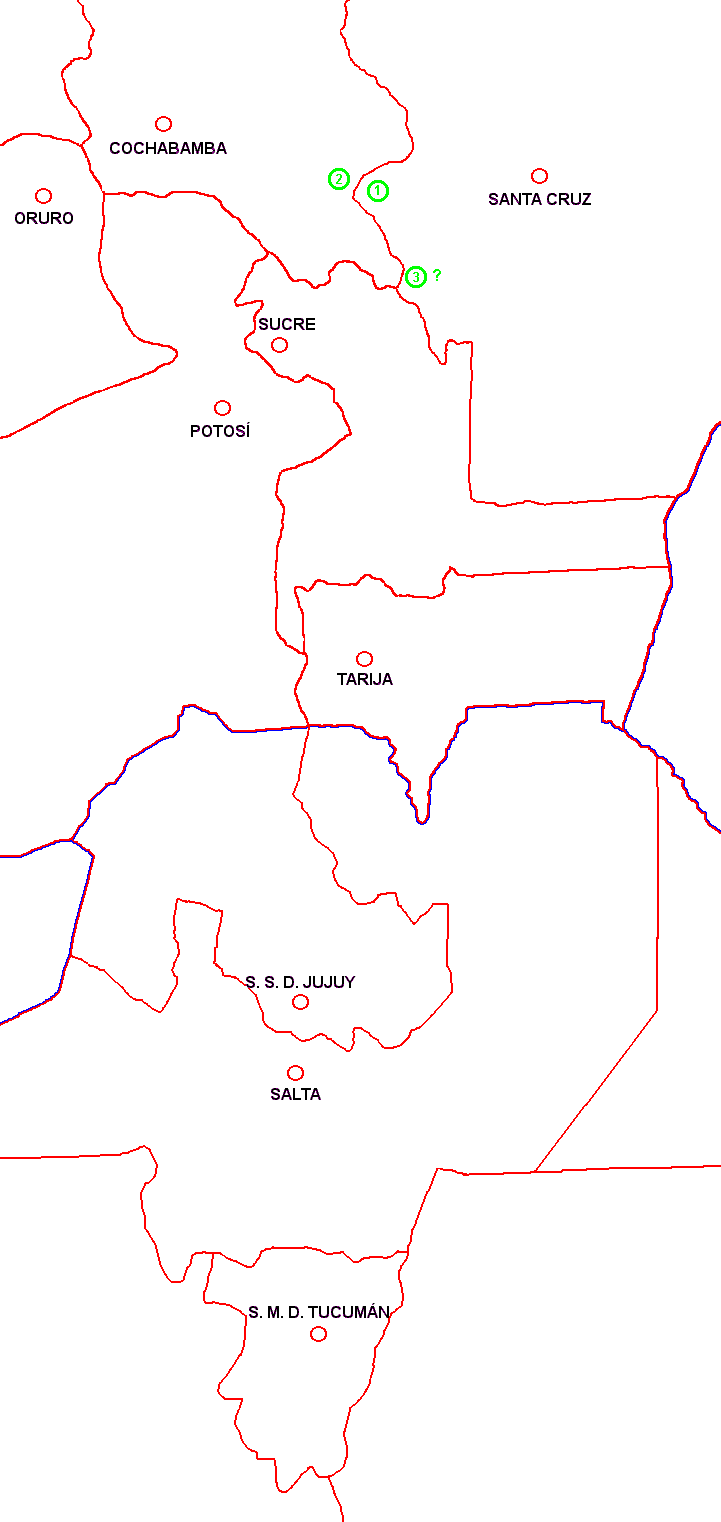
Mapa rozšíření R. ithyacantha

Rebutia ithyacantha je zajímavý druh rodu rebucie ze severovýchodního okraje rozšíření sekce Aylostera i celého rodu. Pojmenován byl podle vzhledu otrnění, ithyacanthus znamená s rovnými, přímými trny.
 

## Rebutia ithyacantha(Cárd.) Diers
Diers, Lothar; Kakteen und andere Sukkulenten, 23: 341, 1972
Basionym:
Mediolobivia ithyacantha Cárdenas, Cact. Succ. J. (US), 42: 35, 1970
Sekce Aylostera, řada Fiebrigii
Synonyma: 
- Rebutia fiebrigii var. vulpes Ritter, Kakteen in Südam., 2: 619, 1980

### Popis

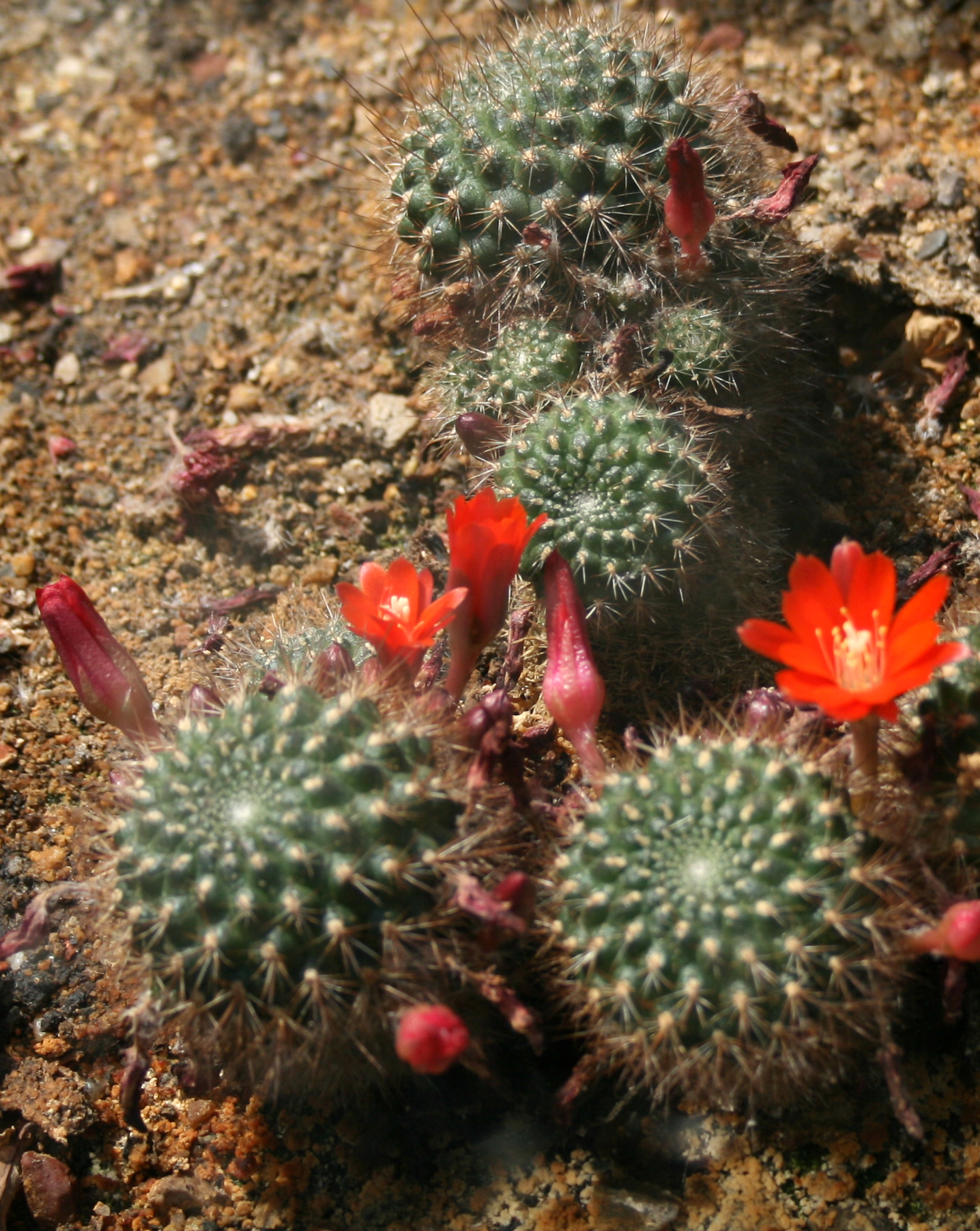
Botanická zahrada UK Praha

Stonek stlačeně kulovitý, 15 – 25 mm vysoký a 20-40 mm široký, převážně jednotlivý, se sníženým temenem, s dlouhým kůlovitým kořenem, v kultuře poněkud odnožující a později více protáhlý, vytvářející krátké sloupky; pokožka světle zelená. Žeber asi 12 -18, rozložená do 3 - 5 mm dlouhých, 2 – 3 mm vysokých hrbolků; areoly 4 – 6 mm vzdálené, kruhovité až eliptické, 3 – 4 mm široké, šedě až nažloutle plstnaté. Otrnění husté, silnější, často zcela zahalující tělo, okrajových trnů 15 – 17, paprskovitě roztažené, 4 - 15 mm dlouhé, středový trn 1 – 2, odstávající, 10 – 15 mm dlouhý, v kultuře okrajové trny až 20 mm a středové až 40 mm dlouhé, všechny trny tenké jehlovité, tuhé, v mládí hnědé, později až bělavě šedé, snížené temeno neuspořádaně pokryté vyčnívajícími hnědými trny.
Květy samosprašné, vznikající ze spodních částí stonku, u větších rostlin z boku těla, nálevkovité, 30 - 35 mm dlouhé, na konci 20 – 25 mm široké; květní lůžko kulovité, asi 4 mm široké, světle nažloutle hnědé, se zašpičatělými, asi 1,5 mm dlouhými šupinami s bílými zvlněnými vlasy; květní trubka 10 - 14 mm dlouhá, asi 4 mm tlustá, část slabě zahnutá, růžově zbarvená, s několika světle hnědě nažloutlými šupinami s malým množstvím vlnitě zohýbaných bílých vlasů v jejich paždí; vnější okvětní lístky kopisťovité, asi 14 mm dlouhé a 5 mm široké, na vnější straně světle fialově červené, na vnitřní straně leskle červenooranžové; vnitřní okvětní lístky kopinaté, asi 16 mm dlouhé a 5 mm široké, zářivě jasně oranžově červené; nitky bílé, vznikající v horní třetině květní trubky až po bázi okvětních lístků, 5 – 8 mm dlouhé, vnitřní kratší, prašníky žluté; čnělka bílá, asi 18 mm dlouhá, 1,5 mm tlustá, pevně uzavřená v trubce, v dolní části volně srostlá s její stěnou, blizna věnčitá, s 5 – 7 světle žlutými, 2 mm dlouhými, dosti silnými rameny. Plod kulovitě vejčitý, načervenale hnědý, tenkostěnný, s několika šupinami s krátkými bílými zakroucenými vlasy. Semena protáhlá, přímá až slabě zahnutá, 1 – 1,2 mm dlouhá 0,8 – 0,9 mm široká, testa černá, bradavčitá, pokrytá zbytky jemné blanky arilu.

### Variety a formy
Jednotlivé sběry, které jsou se jménem R. ithyacantha spojovány, vykazují jen velmi malou proměnlivost, která se většinou omezuje jen na vliv kultury na vybarvení, hustotu a sílu otrnění. Zajímavé je, že v kultuře rostliny často vytvářejí výrazně silnější otrnění, než bylo uvedeno v prvotních popisech Vliv kultury se do značné míry projevuje rovněž na velikosti a tvaru stonků a podobně jako u příbuzných taxonů jsou také zde velikost a vybarvení květů závislé na době kvetení, první den jsou květy po otevření menší a většinou mají také sytější vybarvení. Mezi sběry připojenými k R. ithyacantha případně k R. fiebrigii var. vulpes také nelze pozorovat žádné podstatnější rozdíly, snad jen ve vybarvení a celkovém vzhledu otrnění, což je však také znak nejvíce reagující na podmínky kultury.

### Výskyt a rozšíření
R. ithyacantha pochází z Bolívie, z departamentu Santa Cruz, jako místo nálezu bylo v prvotním popisu označena provincie Valle Grande, blízko Comarapa, v nadmořské výšce 2200 m. Typ ze sběru M. Cárdenase č. 6312 ze září 1969 byl založen v Herbarium Cardenasianum. Místo nálezu u typového sběru Ritterovy var. vulpes, FR 84b, bylo uvedeno nad Copachuncho v provincii Carrasco (Bolívie, departament Cochabamba), s rozšířením v provinciích Carrasco a Valle Grande. F. Ritter nalezl své rostliny (FR 84b) roku 1958. Jako R. ithyacantha byl označen rovněž sběr A. Laua L 350 z departamentu Santa Cruz (Bolívie, Pucara – Vallegrande Pass v nadmořské výšce 2500 – 2900 m). S otazníkem byl k tomuto druhu přiřazen i sběr WR 67, uvedené místo nálezu tohoto sběru (Bolívie, dep. Chuquisaca, Sucre) však v této souvislosti vyvolává určité pochybnosti. Lokalizace Ritterova sběru do departamentu Tarija u J. Pilbeama je zřejmý omyl.